# Poecilochaetus ishikariensis
Poecilochaetus ishikariensis är en ringmaskart som beskrevs av Imajima 1989. Poecilochaetus ishikariensis ingår i släktet Poecilochaetus och familjen Poecilochaetidae. Inga underarter finns listade i Catalogue of Life.